# Pedágio
Pedágio (internationaler Titel Toll für „Maut“ oder „Gebühr“) ist ein Filmdrama von Carolina Markowicz. Im Film spielen Maeve Jinkings und Thomas Aquino Mutter und Sohn. Die Premiere der Koproduktion zwischen Brasilien und Portugal erfolgte im September 2023 beim Toronto International Film Festival. Der Kinostart in Brasilien erfolgte Ende November 2023.

## Handlung
Suellen arbeitet in Brasilien an einer Mautstelle. Ihr Sohn, der 17-jährige Tiquinho, lebt noch zuhause. Auch Suellens Freund Arauto ist bei ihr eingezogen. Tiquinho ist schwul, stellt seine Sexualität aber weder in der Schule noch auf der Straße zur Schau. Der Teenager macht gerne Online-Videos, in denen er auf Englisch Oldies lippensynchronisiert und sich selbst in dem bunten Licht von Stroboskopen in Szene setzt.

## Produktion

### Regie, Drehbuch und Besetzung

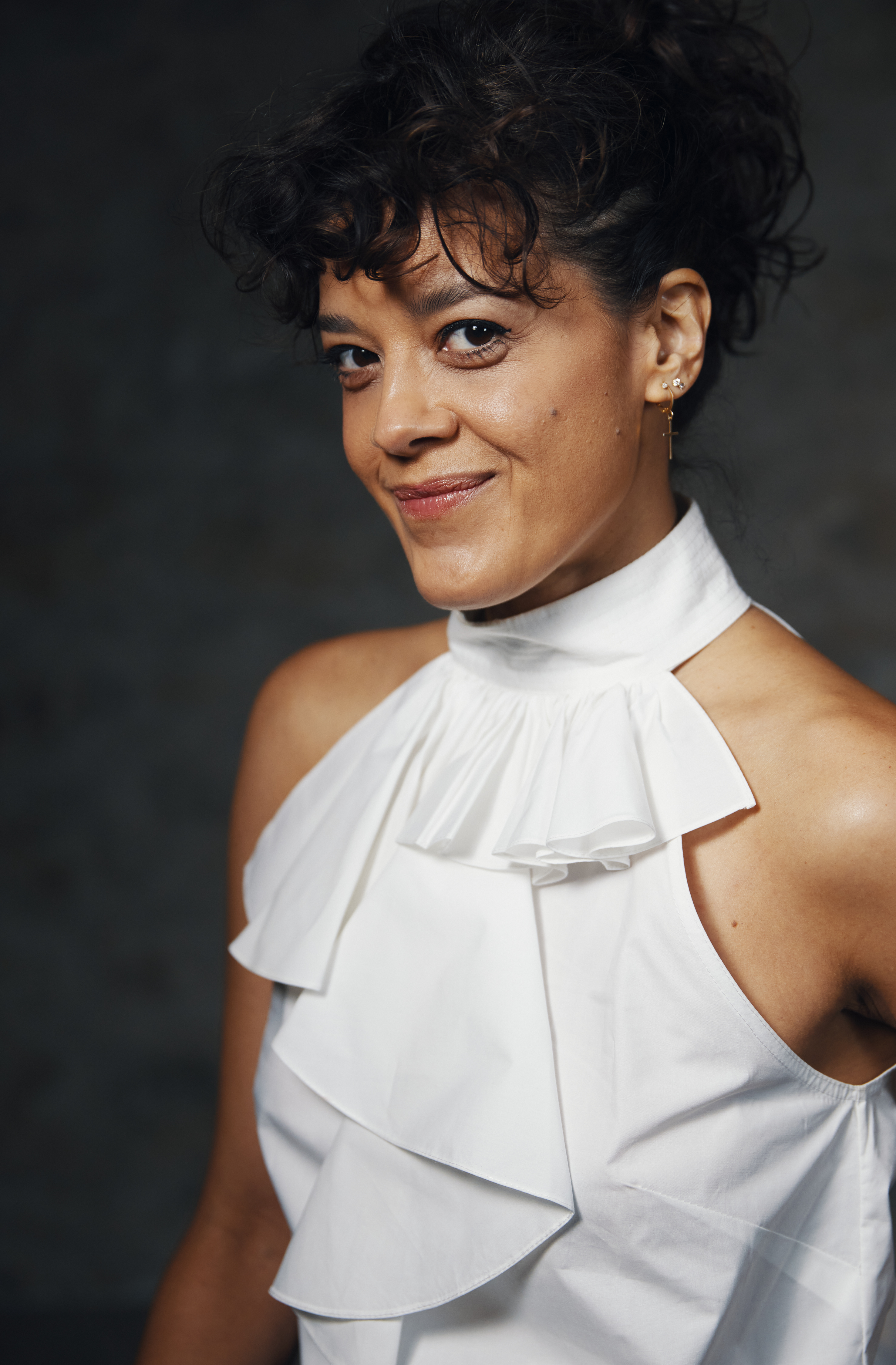
Maeve Jinkings spielt Suellen

Regie führte Carolina Markowicz, die auch das Drehbuch schrieb. Bei Pedágio handelt es sich um den zweiten Spielfilm der Brasilianerin nach Charcoal. Zuvor drehte Markowicz mehrere Kurzfilme und schrieb das Drehbuch für die Fernsehserie Keiner wacht.
Maeve Jinkings, bekannt aus dem Film Aquarius von Kleber Mendonça Filho und der Hauptrolle in der Fernsehserie Code des Verbrechens, spielt Suellen und Kauan Alvarenga ihren Sohn Tiquinho. Thomas Aqino spielt Suellens Freund Arauto, der in ihrem Haus Hehlerware versteckt hat. Isac Graça, der unter anderem in dem Film Briefe aus dem Krieg des Portugiesen Ivo Ferreira in einer größeren Rolle zu sehen war, spielt den Pastor Isac. In weiteren Rollen sind Aline Marta Maia als Suellens Freundin Telma und Caio Macedo als Rick, Tiquinhos Freund aus der Therapiegruppe, zu sehen.

### Dreharbeiten
Die Dreharbeiten fanden in der brasilianischen Industriestadt Cubatão in der Metropolregion Baixada Santista statt. Der venezolanische Kameramann Luis Armando Arteaga war zuvor für Filme wie Ixcanul – Träume am Fuße des Vulkans und Das Beben von Jayro Bustamante, Die Erbinnen von Marcelo Martinessi, My Private Desert von Aly Muritiba und Mein Sohn, der Soldat von Mathieu Vadepied tätig.

### Marketing und Veröffentlichung
Die Weltpremiere fand am 8. September 2023 beim Toronto International Film Festival statt. Wenige Tage zuvor wurde der erste Trailer vorgestellt. Ab Ende September 2023 wurde Pedágio beim San Sebastian International Film Festival gezeigt. Im Oktober 2023 erfolgten Vorstellungen beim Rio de Janeiro International Film Festival und beim São Paulo International Film Festival. Im November 2023 wurde er beim Stockholm International Film Festival gezeigt. Der Kinostart in Brasilien erfolgte am 30. November 2023. Im Februar 2024 erfolgten Vorstellungen beim London LGBTQIA+ Film Festival und im März 2024 beim South by Southwest Film Festival. Im April 2024 wurde er beim Miami Film Festival gezeigt. Ende Mai 2024 wurde er beim Inside Out Toronto 2SLGBTQ+ Film Festival und im Juni 2024 beim Festival Internacional de Cine en Guadalajara vorgestellt. Ebenfalls im Juni 2024 wurde der Film beim Sydney Film Festival und beim Transilvania International Film Festival gezeigt. Ende Juni 2024 wurde Pedágio beim Filmfest München vorgestellt. Im November 2024 wird er beim Braunschweig International Film Festival vorgestellt.

## Rezeption

### Kritiken
Von den bei Rotten Tomatoes aufgeführten Kritiken sind alle positiv bei einer durchschnittlichen Bewertung mit 7,5 von 10 möglichen Punkten.

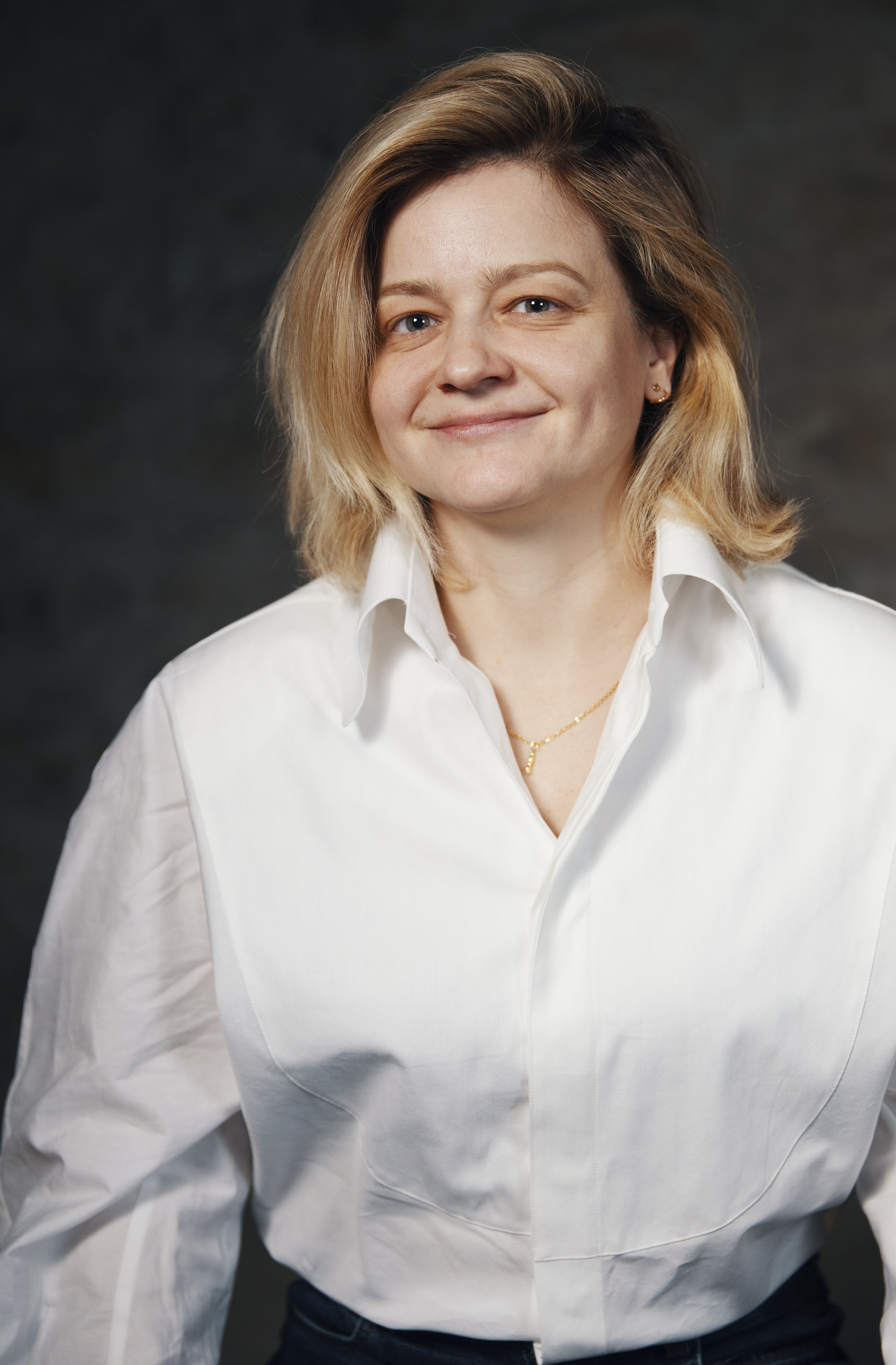
Regisseurin Carolina Markowicz

### Auszeichnungen
Braunschweig International Film Festival 2024
- Auszeichnung mit dem Queeren Filmpreis ECHT[17]

Cleveland International Film Festival 2024
- Nominierung als Bester Film im International Narrative Competition (Carolina Markowicz)[18]

Festival Internacional de Cine en Guadalajara 2024
- Auszeichnung mit dem Premio Maguey
- Auszeichnung als Bester iberoamerikanischer Film
- Auszeichnung für die Beste schauspielerische Leistung (Maeve Jinking)[19]

Luxembourg City Film Festival 2024
- Nominierung für den Grand Prix (Carolina Markowicz)[20]

Rio de Janeiro International Film Festival 2023
- Nominierung als Bester fiktionaler Film (Carolina Markowicz)
- Auszeichnung als Beste Schauspielerin (Maeve Jinkings)
- Auszeichnung als Bester Schauspieler (Kauan Alvarenga)
- Auszeichnung als Beste Nebendarstellerin (Aline Marta Maia)
- Auszeichnung für die Beste Art Direction (Vicente Saldanha)[21]

San Sebastian International Film Festival 2023
- Nominierung für den Horizons Award (Carolina Markowicz)
- Nominierung als Bester Film für den Sebastiane Award (Carolina Markowicz)[22]

South by Southwest Film Festival 2024
- Nominierung für den Publikumspreis (Carolina Markowicz)[9]

Transilvania International Film Festival 2024
- Nominierung im Wettbewerb[14]